# Karácsony a vadonban
Karácsony a vadonban (eredeti cím: Holiday in the Wild) 2019-ben bemutatott amerikai romantikus filmvígjáték, melyet Ernie Barbarash rendezett Neal Dobrofsky és Tippi Dobrofsky forgatókönyvéből. A főszereplők Rob Lowe és Kristin Davis.
A film 2019. november 1-jén jelent meg a Netflixen.

## Cselekmény
Miután fia, Luke elindul az egyetemre, Kate Conrad meglepi Drew nevű férjét egy második nászúti ajándékkal, ami egy zambiai nyaralás. Drew bevallja, hogy már nem szerelmes belé, és sokáig arra várt, hogy fia elkezdhesse főiskolai tanulmányait, mielőtt a házasságukat befejeznék. Kate úgy dönt, egyedül megy el nyaralni.
Kate vacsorázik egy bárban, ahol egy férfi észreveszi és beszélgetni kezd vele. Kate elmeséli neki élettörténetét, majd távozik. Másnap Kate megérkezik bérelt repülővel a következő üdülőhelyére, ám a pilóta a tegnapi férfi, Derek. A repülés során Derek váratlanul a vadonban landol a géppel. Felfedeznek egy sérült elefántbébit, amelynek az anyját megölték az orvvadászok. Kate-et érdekli a kis elefánt, és amikor a mentőcsapat megérkezik, felajánlja önkéntes segítségét.
Kate találkozik Derek dél-afrikai barátnőjével, Leslie-vel, aki egyben a menedéket finanszírozó alapítvány egyik tagja. Különleges kapcsolatot létesít az elefánttal, amelyet ő és Derek talált, majd Derek jó barátja, Jonathan a „Manu” nevet javasolja neki, ami „második fiút” jelent. Kate meghosszabbítja tartózkodását, még a karácsony ünneplését is itt tervezi. Derekkel való kapcsolata egyre jobban elmélyül, amikor az életükről beszélnek. Kate azonban zaklatott lesz, amikor megkapja Drewtól a válási papírokat. Luke megérkezik karácsonyra, és bevallja, hogy elege lett az egyetemből, zenész akar lenni. Kate próbálja lebeszélni erről.
Leslie dühös lesz, amikor felfedezi Kate portréját, amelyet Derek rajzolt. Leslie arra kéri Dereket, menjenek el vele a helyről, de ő nem hajlandó, ezért szakít vele. Azt mondja, hogy a testület csökkenteni fogja a finanszírozást. Kate végül visszatér New Yorkba, ahol állatorvosként kezd dolgozni. Meggyőzi fiát, hogy folytassa a főiskolát, de zenei szakon. Szilveszterkor Kate felhívja Jonathant, aki kijelenti, hogy a menedék a finanszírozás csökkentése miatt nem tud tovább működni. Kate adománygyűjtő kampányt indít, segítséget kér barátaitól és volt férjétől, ékszereit és egyéb dolgait kezdi árusítani. Az adománygyűjtés sikeres és a menedék megmarad. Az elkényeztetett háziállatokkal foglalkozva Kate belátja, hogy a New York-i állatorvosi munkája nem teszi boldoggá, ezért eladja lakását, majd egyszeri útra szóló menetjegyet vásárol Zambiába, hogy Derekkel és az elefántokkal lehessen.
Kate és Derek összeházasodnak. Amikor eljön a nap, hogy Manut visszaengedjék a vadonba, Derek és Kate könnyes búcsút vesznek tőle.

## Szereplők
| Szerep          | Színész          | Magyar hang         |
| --------------- | ---------------- | ------------------- |
| Kate Conrad     | Kristin Davis    | Kéri Kitty          |
| Derek Hollistan | Rob Lowe         | Rékasi Károly       |
| Jonathan        | Fezile Mpela     | Gémes Antos         |
| Luke Conrad     | John Owen Lowe   | Timon Barna         |
| Drew Conrad     | Colin Moss       | Stohl András        |
| Leslie          | Hayley Owen      | Bognár Anna         |
| Aliyah          | Faniswa Yisa     | Réti Szilvia        |
| Trish           | Thandi Puren     | Tóth Enikő          |
| Tabitha         | Renate Stuurman  | Nagyváradi Erzsébet |
| Dr. Fowler      | Waldemar Schultz | Papucsek Vilmos     |

## A film készítése
2018 májusában arról számoltak be, hogy Ernie Barbarash Neal Dobrofsky és Tippi Dobrofsky forgatókönyve alapján fogja megrendezni a Karácsony a vadonban című filmet, melyet a Netflixen mutatnak be. A főszerepeket Rob Lowe és Kristin Davis kapta meg. A forgatás helyszíne Hoedspruit, Drakensberg, valamint Fokváros környéke volt. A forgatás 2018 júniusában kezdődött.
Az elefántos jeleneteket egy dél-afrikai menedékben és a Zambiában lévő Lusaka-i Game Rangers Nemzetközi Elefánt árvaházban vették fel. Hatalmas erőfeszítéseket tettek az elefántok védelme érdekében, beleértve a célzott viselkedésvizsgálatot, a személyzetre és a távolságra vonatkozó korlátozásokat, valamint nemzetközi állatjóléti ellenőrök alkalmazását.
A filmben Rob Lowe fia, John Owen Lowe játszotta Kristin Davis fiát.